# 암달의 법칙

병렬 컴퓨팅에서 멀티 프로세서를 사용할 때 프로그램의 성능향상은 프로그램의 순차적인 부분에 의해 제한된다. 예를 들면, 프로그램의 95%가 병렬화할 수 있다면 이론적인 최대 성능 향상은 아무리 많은 프로세서를 사용하더라도 최대 20배로 제한된다.

암달의 법칙(Amdahl's law)은 암달의 저주로도 불리며 컴퓨터 시스템의 일부를 개선할 때 전체적으로 얼마만큼의 최대 성능 향상이 있는지 계산하는 데 사용된다. 진 암달의 이름에서 따왔다.
암달의 법칙에 따르면, 어떤 시스템을 개선하여 전체 작업 중 P%의 부분에서 S배의 성능이 향상되었을 때 전체 시스템에서 최대 성능 향상은 다음과 같다.
{\displaystyle {\frac {1}{(1-P)+{\frac {P}{S}}}}}
(개선 후 실행시간 = 개선에 의해 영향을 받는 실행 시간 / 성능 향상 비율 + 영향을 받지 않는 실행 시간)
예를 들어서 어떤 작업의 40%에 해당하는 부분의 속도를 2배로 늘릴 수 있다면,
P는 0.4이고 S는 2이고 최대 성능 향상은
{\displaystyle {\frac {1}{(1-0.4)+{\frac {0.4}{2}}}}=1.25}
가 된다.

## 같이 보기
- 무어의 법칙
- 구스타프슨의 법칙